# Spencer (Gewehr)

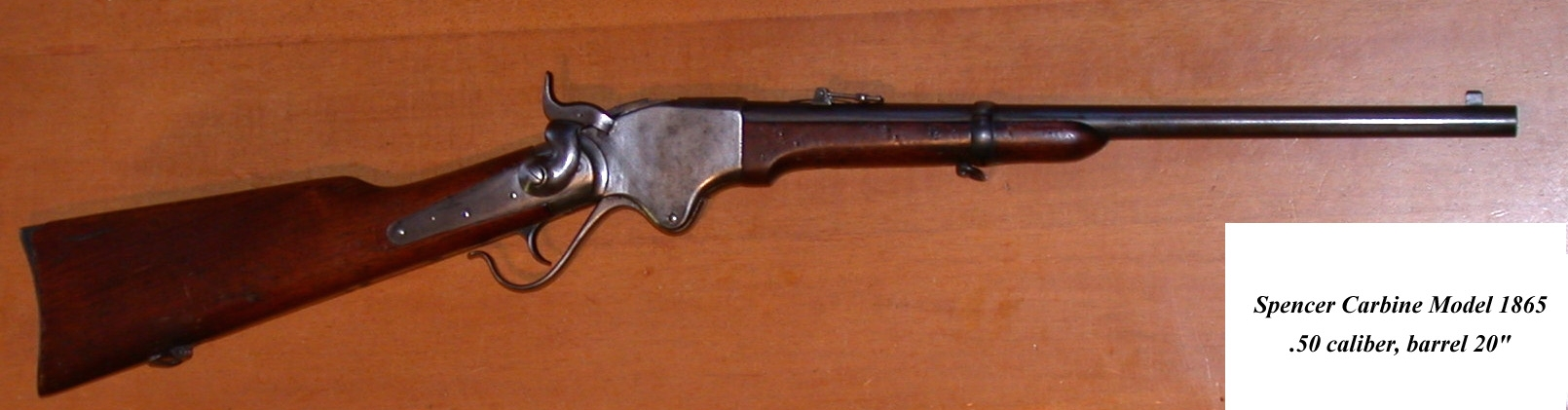
Spencer-Karabiner

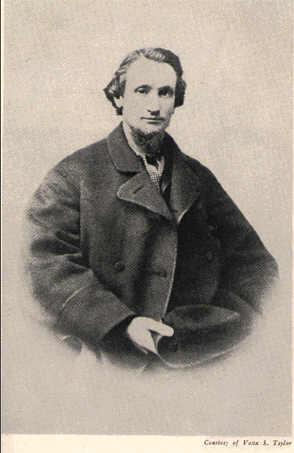
Christopher Spencer

Das Spencer-Gewehr ist ein Unterhebelrepetierer, das 1860 von Christopher Spencer entwickelt und im Amerikanischen Bürgerkrieg sowie in den folgenden Indianerkriegen eingesetzt wurde. Die als Spencer Repeating Rifle bekannte Waffe verschießt Randfeuerpatronen mit Kaliber .52. Sie hat ein sieben Schuss fassendes Röhrenmagazin im Kolben und einen außenliegenden Hahn, der vor dem Abfeuern jeweils gespannt werden muss.

## Geschichte
Die ersten brauchbaren Repetiergewehre für Metallpatronen waren das amerikanische Henry-Gewehr Modell 1860 und das von Christopher Spencer 1860 patentierte Spencer-Gewehr. Schon vor dem Amerikanischen Bürgerkrieg testete die U.S. Armee einige Spencer-Gewehre, die Beschaffung in großer Zahl wurde jedoch vom Chef des Beschaffungsamtes (Chief Ordnance) Oberst James Ripley mit der Begründung der Munitionsverschwendung und des hohen Gewichtes der Waffe abgelehnt.
Ab 1862 schaffte die in puncto Beschaffung von der Armee unabhängige U.S. Navy 1.009 Spencer-Gewehre für ihre Marinesoldaten an. Als Rostschutz wurden entweder eine Zinnschicht oder ein Gemisch aus Bienenwachs, Leinöl und Terpentinöl aufgebracht.
Ein Testschießen nach dem Beginn des Krieges vor Abraham Lincoln führte ab 1863 zur Beschaffung von 11.000 Gewehren für die Infanterie und etwa 50.000 Karabinern für die Kavallerie. Hergestellt wurden die Waffen bei der Spencer Repeating Rifle Company in Boston, Massachusetts und bei der Burnside Rifle Company in Providence, Rhode Island.
Rasch zeigte sich die Überlegenheit der feuerstarken Waffe, z. B. bei der Schlacht von Hoover's Gap im Juni 1863, in der John T. Wilder’s „Lightning Brigade“ die Vorteile der Repetierer gegenüber den einschüssigen Waffen des Gegners demonstrierte. Nachdem im Umfeld der Schlacht von Gettysburg zwei Regimenter unter Brigadegeneral George Armstrong Custer in Gefechten bei Hanover und East Cavalry Field Spencer-Gewehre erfolgreich eingesetzt hatten, wurden für berittene Truppen besser geeignete Spencer-Karabiner an Kavallerie- und Dragonerregimenter der Unionstruppen vermehrt abgegeben und gegen die schlechter bewaffneten Truppen der Südstaaten eingesetzt. Von Soldaten der Konföderation erbeutete Spencergewehre konnten wegen Munitionsmangels nur beschränkt eingesetzt werden, da im Süden keine passende Munition hergestellt wurde.
Mit einer Schussfolge von 20 Schuss pro Minute war das Spencer jedem anderen Gewehr überlegen, einzig das Henry-Gewehr hatte eine höhere Kadenz. Nachteilig hingegen war die schwächere Munition des Henry-Gewehrs, zudem war es mit dem unten offenen Magazin anfällig gegen Verschmutzung. Ein wesentlicher Nachteil des Spencers war die Federhülse des Magazins, die als nicht integrierter Teil der Waffe verloren gehen konnte.
Nach dem Krieg wurde der Spencer-Karabiner in den Indianerkriegen eingesetzt (unter anderem mit Erfolg im Gefecht bei Beecher Island), später jedoch durch den Springfield-Model-1873-Einzellader ersetzt. Da die Kavallerie weit entfernt von ihren Stützpunkten gegen Indianer eingesetzt wurde, kann der Tausch von Repetiergewehren gegen Einzellader auch mit der knapp vorhandenen Munition erklärt werden. 1876, in der Schlacht am Little Bighorn, waren pro Trooper nur 50 Karabinerpatronen am Mann und 50 in der Satteltasche verfügbar, dazu kamen noch 18 Revolverpatronen.
Viele der ausgemusterten Spencer-Karabiner gingen an Frankreich, wo sie im Deutsch-Französischen Krieg 1870/71 eingesetzt wurden.
In den späten 1860er-Jahren wurde die Firma an die Fogerty Rifle Company und letztendlich an die Winchester Repeating Arms Company verkauft.

## Technik

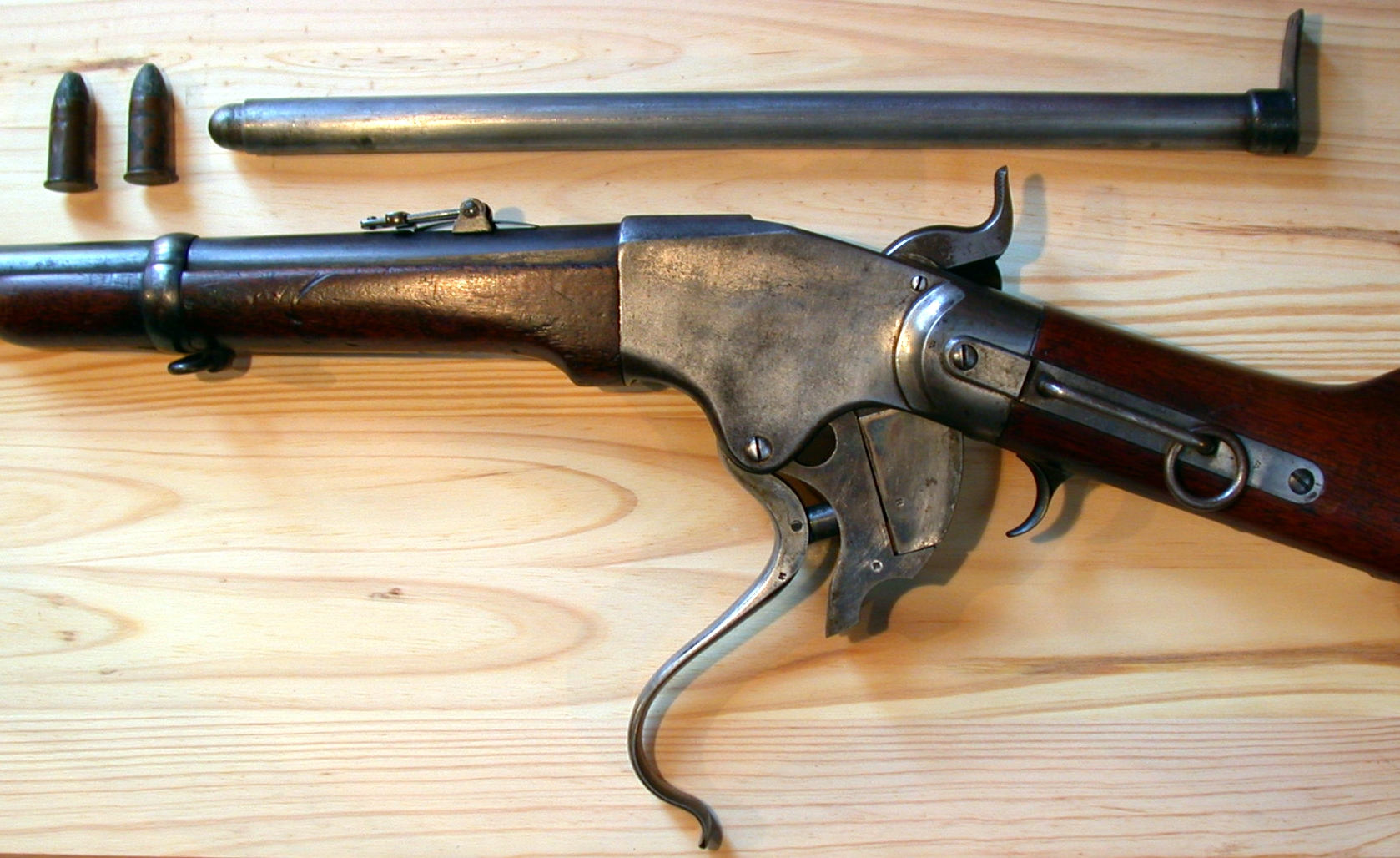
Spencer-Karabiner, Magazineinsatz (Federhülse), Patronen

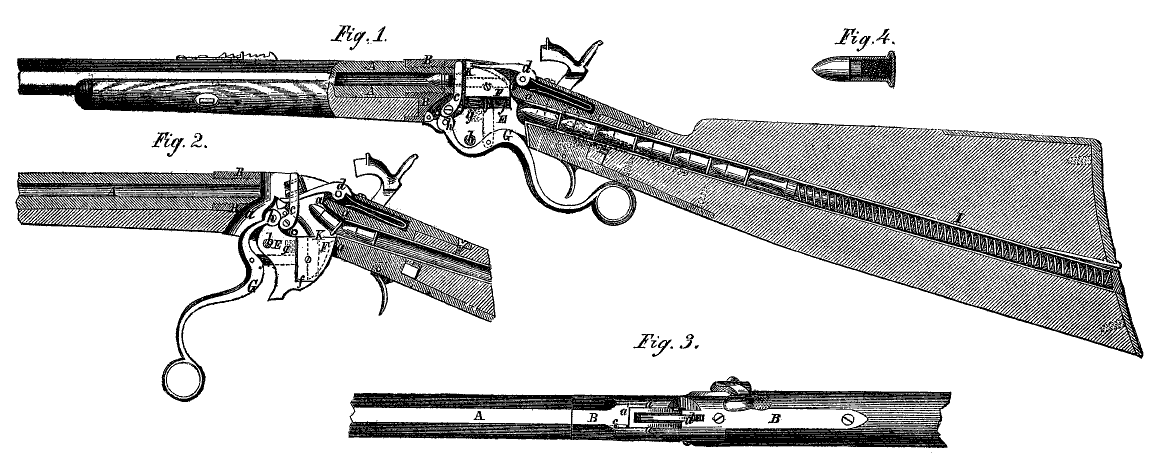
Schnittzeichnung des Spencer-Systems

Das Spencer-Gewehr ist ein Unterhebelrepetierer mit einem vertikalen Blockverschluss, der mit dem hinter ihm liegenden Widerlager im Verschlussgehäuse verriegelt wird. Das Verschlusssystem ist schwenkbar auf einer quer durch das Verschlussgehäuse gehenden Achse gelagert und wird durch den kombinierten Ladehebel/Abzugsbügel betätigt. Das Magazin liegt im Kolben und fasst sieben Patronen. Durch die Abwärtsbewegung des Ladehebels wird der Verschlussblock nach unten gezogen und damit entriegelt, daraufhin schwenkt das Verschlusssystem nach hinten; dabei wird der Hülsenauswerfer betätigt. Die Führung der ausgeworfenen Hülse erfolgt durch ein fingerförmiges federbelastetes Element über dem Verschlussblock. Durch Federdruck wird die nächste Patrone in Ladeposition gebracht und beim Schließen des Verschlusses in die Kammer geführt. Zum Abfeuern der Waffe muss daraufhin der außenliegende Hahn gespannt werden. Der Schlag des Hahns wird durch den im Verschluss liegenden Zündstift auf die rechte Seite des Hülsenrandes übertragen.
Zum Laden des Magazins wird der Fuß der Federhülse aus seinem Widerlager in der Kolbenkappe geschwenkt und die Federhülse dann aus dem Kolben gezogen; die Patronen werden mit der Geschossspitze voran nacheinander in die Magazinbohrung geschoben. Die Federhülse wird dann wieder in den Kolben eingeschoben und verriegelt.
Die Infanteriegewehre, Lauflänge 30 inch (762 mm), sind mit einer Bajonetthalterung versehen. Der Lauf des Karabiners misst 20 inch (508 mm), links hinter dem Verschlusskasten ist ein Sattelring angebracht.
Die im Bürgerkrieg verwendeten Waffen hatten Läufe mit sechs Zügen. Ab 1867 wurde das Kaliber der Waffen in der Springfield Armory reduziert, indem ein Einsatzlauf im Kaliber .50 mit drei Zügen in den zuvor ausgebohrten Lauf eingesetzt wurde.
Diese Gewehre erhielten eine Magazinabschaltung (Patent Stabler), die es ermöglichte, die Waffe als Einzellader zu verwenden und die Patronen im Magazin in Reserve zu behalten. Zu erkennen ist die Magazinabschaltung als kleiner Schwenkhebel vor dem Abzug. Wurde er quergestellt, ließ sich der Verschlussblock absenken und der Verschlussträger teilweise zurückschwenken – weit genug, die Hülse ausziehen, aber nicht weit genug, eine neue Patrone aus dem Magazin zuzuführen. Bei diesen Waffen wurden die Kanten um die Öffnung oben am Verschlussgehäuse abgerundet, um das Einlegen der Patronen zu erleichtern; zusätzlich erhielt der Auszieher eine Feder, die ihn nach Ausziehen der leeren Hülse in seine Ausgangsposition brachte.
Da Spencer an Stabler Lizenzgebühren für die Verwendung seiner Magazinabschaltung zahlen musste (die bei Regierungsaufträgen allerdings vom Zeugamt erstattet wurde), entwickelte Spencer eine eigene Magazinabschaltung, die aus einer schwenkbaren Platte auf der Patronenführung bestand. Wurde die Platte seitlich weggeschwenkt, verhinderte sie (wie die Stabler-Magazinabschaltung) ein vollständiges Schwenken des Verschlussträgers.

## Munition
Die im Bürgerkrieg verwendete Munition im Kaliber .52 wurde offiziell als No. 56 oder .56-56 bezeichnet und ist heute unter der Bezeichnung .56-56 Spencer bekannt. Spencer-Patronen wurden auf dem zivilen Markt der USA bis in die 1920er-Jahre angeboten.
Die Bezeichnung 56–56 bezog sich auf den vorderen und hinteren Hülsendurchmesser von 14,2 mm. Das Ogivalgeschoss der 56–56 hatte ein Gewicht von 350 bis 360 grains, entsprechend etwa 23 g. Der Geschossdurchmesser betrug knapp 14 mm. Mit einer Schwarzpulverladung von 42 bis 45 grains, entsprechend etwa 2,8 g wurde eine Mündungsgeschwindigkeit von 370 m/s erreicht, beim kürzeren Karabiner lag sie etwas darunter. Die Munition für die später umgebauten Spencer-Gewehre hatte bei einem .512-inch-(13-;mm)-Geschoss und gleicher Pulverladung eine etwas höhere Mündungsgeschwindigkeit.
Ein Grund für den Ersatz des Spencers durch die Springfield-Gewehre und Karabiner lag in der ab 1873 eingeführten wesentlich stärkeren .45-70-Government-Patrone mit einer Mündungsgeschwindigkeit von 425 m/s und einer Geschossenergie von 2370 Joule gegenüber den 1526 Joule des Spencer-Gewehres.

## Der Blakeslee-Schnelllader
Üblicherweise wurden die Patronen für den Spencer-Repetierer in den damals üblichen Patronentaschen (Leder mit Holzeinsatz mit Bohrungen für die einzelnen Patronen) mitgeführt. Zu den ersten Navy-Modellen wurden jeweils eine spezielle Patronentasche geliefert, die innen in zwei Fächer aufgeteilt war; jedes Fach fasste drei Pappschachteln mit je sieben Patronen. Dazu hatte diese Patronentasche ein kleines Fach für ein Kombinationswerkzeug sowie Reinigungsgerät.
Das Nachladen der Spencer-Repetierer mit einzelnen Patronen aus der Patronentasche nahm einige Zeit in Anspruch und senkte die Feuergeschwindigkeit. Ein Reiter musste dabei seinen Karabiner, die Federhülse und die Zügel seines Pferdes in der linken Hand halten, während er mit der rechten nachlud.
Um das Nachladen zu beschleunigen, entwickelte Oberst Erastus Blakeslee eine neue Patronentasche für den Spencer-Repetierer (mit dem seine Einheit, die First Connecticut Cavalry, ausgerüstet war). Es handelte sich um eine längliche lederne Tasche rechteckigen Querschnitts mit Umhängeriemen und einem Außenfach für Kombinationswerkzeug und Reinigungsgerät. Innen befand sich ein Holzeinsatz, in den sechs Längsbohrungen eingebracht waren. Jede der Bohrungen nahm eine Metallröhre auf, die sieben Patronen fasste.
Im US-Patent Nr. 45.469, das Blaskeslee am 20. Dezember 1864 erhielt, waren die Metallröhren noch an beiden Enden offen und hatten eine Federsperre, die ein Herausfallen der Patronen verhinderte. Tatsächlich wurden die Metallröhren einfach mit einem geschlossenen Ende hergestellt.
Um den Spencer-Repetierer mit der Blakeslee-Patronentasche zu laden, entnahm der Schütze wie üblich die Federhülse, hielt die Waffe mit der Mündung nach unten und öffnete die Patronentasche. Er fasste eine der Metallröhren am oberen (offenen) Ende, zog sie heraus und schüttete die Patronen in das Magazinrohr. Nach dem Verstauen der leeren Metallröhre setzte er wie üblich die Federhülse wieder in die Waffe.
Die ersten 500 Blakeslee-Patronentaschen bestellte das Zeugamt bereits am 20. September 1864. 1866 wurden weitere 32.000 Blakeslee-Patronentaschen mit 10 Röhren (das sogenannte Kavallerie-Modell) und 1000 mit 13 Röhren (das sogenannte Infanterie-Modell) beschafft, die in den folgenden Indianerkriegen Verwendung fanden.
Die Blakeslee-Patronentasche war ein beliebtes Zubehör zu den Spencer-Repetierern und erhielt von den damit ausgerüsteten Soldaten den Namen „Blakeslee-Schnelllader“ (Blakeslee Quickloader).